# Circuito di Manfeild
Il Manfeild Autocourse è un autodromo neozelandese lungo 4,5 km situato nei pressi di Feilding che ha ospitato tra l'altro alcune gare del campionato mondiale Superbike durante le prime edizioni di questa serie, disputatesi però tutte sulla versione originale del tracciato.

## Storia
Il tracciato originale di 3,033 km del Manfeild Autocourse fu costruito dalla società "Manawatu Car Club Incorporated" e ospitò la prima gara nel 1973. Era un impianto progettato per permettere agli spettatori di avere una visuale completa della gara.
L'ultimo ampliamento per giungere alla configurazione di 4,5 km avvenne nel 1990. Oltre alle gare della Superbike ospita manifestazioni varie extra automobilistiche e ha ospitato alcune edizioni del Gran Premio della Nuova Zelanda

## Gare del campionato mondiale Superbike
fonte: Sito ufficiale
| Anno | Vincitore gara 1          | Vincitore gara 2                 |
| ---- | ------------------------- | -------------------------------- |
| 1988 | Fred Merkel (Honda RC30)  | Stéphane Mertens (Bimota YB4)    |
| 1989 | Terry Rymer (Yamaha OW01) | Stéphane Mertens (Honda RC30)    |
| 1990 | Terry Rymer (Yamaha OW01) | Robert Phillis (Kawasaki ZXR750) |
| 1992 | Doug Polen (Ducati 888)   | Giancarlo Falappa (Ducati 888)   |